# Rolf Götz
Rolf Götz (* 10. Mai 1943; † 7. Oktober 2008) war ein deutscher Autorennfahrer.

## Karriere
Rolf Götz startete 1963 seine Rennfahrerlaufbahn im Tourenwagenmotorsport. Im selben Jahr erreichte er in der Deutschen Automobil-Rundstrecken-Meisterschaft (DARM) in Trier mit einem Porsche 356 Carrera mit dem dritten Rang seinen ersten Podestplatz.
In dieser Rennserie fuhr er 1964 mit einem Porsche 356 Carrera und 1970 mit einem Porsche 914/6 einige Rennen, die er regelmäßig mit Top-Ten-Platzierungen beenden konnte.
1973 wechselte Götz in die Interserie und setzte dort bis 1975 einen McLaren M8E in der 1. Division ein. Von 1976 bis 1978 startete er mit einem Chevron B23/26 in der 2. Division. Ab dem Folgejahr trat er die Interserienrennen mit einem Chevron B31 an und konnte im selben Jahr auf dem Nürburgring seinen ersten Klassensieg feiern. 1985 ersetzte er den Chevron B31 durch einen March 832 CanAm, mit dem er in den Jahren 1988, 1989 und 1990 in Folge den Interserien-Titel in der 2. Division gewann.
In der Saison 1991 stieg er auf einen March 88B um, den er bis zu seinem Karriereende 1993 in der Interserie fuhr.
Götz bestritt von 1980 bis 1984 einige wenige Langstreckenrennen in der Sportwagen-Weltmeisterschaft. Dort startete er zunächst mit Chevron B31 und Lola T296 in der Gruppe S2.0 und Gruppe 6. Ab 1983 pilotierte er mit dem URD C81 und später mit dem Rieger CJ 84 Gruppe-C-Rennwagen.
Sein bestes Resultat in der Rennserie war zusammen mit John Blanckley beim 1000-km-Rennen auf dem Nürburgring 1980 der S2.0-Klassensieg.
In der Deutschen Rennsport-Meisterschaft (DRM) ging der 1983 und 1985 an den Start. 1983 fuhr er mit Hockenheim und Mainz-Finthen insgesamt zwei Rennen, die er mit dem siebten Rang beendete. 1985 wurden einige Interserien-Rennen zur DRM gezählt. Mit dem dritten Platz erreichte er beim 300-km-Rennen auf dem Nürburgring sein bestes Rennergebnis. In dem Jahr konnte er sich auf den 10. Rang in der Saisongesamtwertung platzieren.